# Nemoura hamulata
Nemoura hamulata is een steenvlieg uit de familie beeksteenvliegen (Nemouridae). De wetenschappelijke naam van de soort is voor het eerst geldig gepubliceerd in 1971 door Zhiltzova.